# بازار رشت
بازار رشت (گیلکی:رشتˇ بازار) بازاری است قدیمی واقع در مرکز شهر رشت در منطقه ۲ رشت و مرکز کلیه فعالیت‌های بازرگانی استان گیلان به حساب می‌آید. روزانه هزاران نفر از ساکنین شهرها و روستاهای استان گیلان و استان‌های مجاور، برای داد و ستد در این بازار حضور می یابند.بازار رشت برای گردشگران نیز همواره جذاب و دیدنی بوده‌است. بازار رشت بزرگ‌ترین بازار روباز کشور است.

## گردشگری
خرید از بازار رشت اگرچه با مشکلات عبوری روبروست اما در نوع خود از دیدنی‌های استان گیلان به شمار می‌رود. گردشگران وقتی به بازار رشت وارد می‌شوند به دنبال خرید سوغات یا کالای مورد نظر در میان تنوعی از رنگ‌های زیبای محصولات کشاورزی، انواع ماهی و... ساعت‌ها به جستجو می‌پردازند و در کنار آن از کاروانسراهای قدیمی رشت و طاقی‌های بزرگ و کوچک آن دیدن می‌کنند.

## معماری
بازار شهر رشت برخلاف دیگر بازارهای شهرهای کشور، سرپوشیده نیست. و همچون دیگر بازارهای ایران سقف‌های گنبدی و نورگیرهای بلند بر قوس مرکزی گنبد ندارد. در این میان تنها بخشی از راسته زرگرها پوشیده از حلب است. کاروانسراهای بازار رشت با سکوها و طاقی‌های بلند، کاروانسراهایی که بخش مرکزی آن هم روباز است. این امر به جهت استفاده از آفتاب در اندک روزهای آفتابی شهرباران(رشت) است.
بازار سنتی رشت شامل میدان بزرگ، میدان کوچک، چهارسوق‌ها و کاروانسراها است. معماری کاروانسراها و طاقی‌های موجود در بازار رشت یکی از جاذبه‌های توریستی این بازار است.
در گوشه و کنار بازار رشت می‌توان جلوه‌های گوناگونی از زیبایی‌های فرهنگ فولکلور این استان را یافت که به نوبه خود بسیار زیبا و جذاب است. این بازار از بخش‌های گوناگونی شامل کاروانسراها و طاقی‌ها و... تشکیل شده‌است.
در بافت ۲۴ هکتاری بازار رشت، ۱۴ کاروانسرا وجود دارد که توسط راسته‌های مختلف به هم مرتبط هستند. این کاروانسراها در دوره قاجاریه و اوایل دوره پهلوی به عنوان کانون‌های بازرگانی ساخته شدند.
تعدادی از آن‌ها عبارتند از: طاقی‌های بزرگ و کوچک، سعادت و کاروانسراهای محتشم، چینی چیان، ملک و ... .
طاقی بزرگ این کاروانسرا در سال ۱۳۲۱ هجری قمری در ضلع جنوبی کاروانسرای طاقی کوچک و راسته دوم زرگرها و ضلع غربی سرای قیصریه فخر، در ضلع جنوبی راسته میدان کوچک و ضلع شرقی راسته پلاستیک فروش‌ها ساخته شده‌است.
طاقی کوچک و ۱۳ کاروانسرای دیگر نیز در بافت ۲۴ هکتاری بازار رشت، توسط راسته‌های مختلف به هم مرتبط هستند و در دوره قاجاریه و اوایل پهلوی ساخته شده‌است.
این کاروانسرا در ضلع شمالی بازار رشت جنب مسجد حاج مجتهد قرار دارد و از طریق دالان جنوبی و شرقی به کاروانسرای طاقی بزرگ و راسته گونی‌فروشان و کاروانسرای ملک مرتبط است و همچنین از طریق دالان شمالی به مسجد حاج مجتهد خیابان شریعتی راه دارد.
طاقی سعادت در محدوده میدان بزرگ واقع شده و در بافت بازار درون شهری نقش مهمی دارد. قدمت آن به دوره قاجاریه می‌رسد که در گذشته یکی از قطب‌های تجاری مهم محسوب می‌شده‌است.
کاروانسرای محتشم همانند دیگر کاروانسراها در بافت ۲۴ هکتاری بازار رشت در سال ۱۳۰۰ ساخته شده و در ضلع شمال غربی آن کاروانسرای گلشن و ضلع غربی آن بازارچه عطاران قرار دارد.
کاروانسرای چینی چیان نیز در قسمت شمال غرب بازار رشت نزدیک چهار سوق قرار دارد و در قسمت شرق با سرای حاجی حسن خان و از غرب بعد از راسته حلبی سازها با سرای سعادت همجوار است. این بنا در سال ۱۳۰۸ توسط برادران چینی‌چیان ساخته شده‌است.
کاروانسرای ملک دارای بافت بازار درون شهری است که در دوران قاجاریه ساخته شده و برای صادرات برنج به روسیه و ابریشم به کاشان و یزد مورد استفاده قرار می‌گرفته‌است.

## تاریخچه
در گذشته در کاروانسراهای بازار رشت شترهایی که طاقه‌های ابریشم و سایر محصولات را بر گرده‌شان می‌گذاشتند، راهی بندر پیربازار رشت میشدند تا به آن سوی آب‌های دریای خزر صادرات صورت گیرد.
بازار شهر رشت، حوادث زیادی به خود دیده، یکبار لشکریان کریم خان زند بازار را به آتش کشیدند و یکبار سربازارن آقا محمد خان قاجار، غارتش کردند. بلایای طبیعی و سهل انگاری‌های بشری هم چندین بار بازار رشت را به آتش کشید و دکان و مسجد و کلیسایش را با خاک یکسان کرده‌است.